# Танкачевский Ункор
Танкачевский Ункор — деревня в Пителинском районе Рязанской области. Входит в Нестеровское сельское поселение.

## География
Находится в северо-восточной части Рязанской области на расстоянии приблизительно 19 км на запад-юго-запад по прямой от районного центра поселка Пителино.

## История
Деревня была основана выходцами из села Тонкачёво Сасовского района. На карте 1862 года поселение называлось Танкачевские выселки.

## Население
Численность населения: 91 человек(1914 год), 2 в 2002 году (русские 100 %), 0 в 2010.